# Callome
Callome is een monotypisch geslacht van korstmossen behorend tot de familie Collemataceae. Het bevat alleen de soort Callome multipartita.